# Mandibulata
Mandibulata é um clado criado para albergar uma duas maiores linhagens de Arthropoda, juntamente com Chelicerata. Sendo assim, atualmente é considerado como um sub-filo do filo Arthropoda. 
Trata-se da linhagem evolutiva de animais invertebrados conhecidos como crustáceos, miriápodes (lacraias e piolhos-de-cobra) e insetos. Mais tecnicamente, subdivide-se em Pancrustacea (incluindo Crustacea e Hexapoda) e Myriapoda. Este entendimento filogenético baseia-se em dados de morfologia, registro fóssil, e biologia molecular. Dentro de cada um destes grupos, pode haver questões ainda pendentes (p.ex., Crustacea aparentemente não forma um grupo natural único, como Hexapoda).

## Origem do termo
Etimologicamente, o termo era originalmente aplicado pelo naturalista Joseph Phillipe de Clairville (1798) para aludir a uma divisão de hexápodes com peças bucais mastigadoras, e mais tarde, pelo entomologista Robert Evans Snodgrass (ca. 1930) em suas célebres obras para designar o grupo formado por miriápodes, crustáceos e insetos, que ele considerava aparentados por uma série de semelhanças anatômicas que iam bastante além das peças bucais. Curiosamente, durante o século XX numerosos estudiosos contestavam o uso deste termo, por considerarem que as semelhanças aludidas eram apenas convergências evolutivas (por exemplo, crustáceos como não sendo diretamente aparentados aos insetos), até que o uso do termo no sentido proposto foi eventualmente consagrado de maneira ampla pelo acúmulo de evidências moleculares.

## História Evolutiva
A história natural evolutiva dos artrópodes, principalmente sua origem evolutiva nos primódios da grande radiação de diversidade dos animais marinhos na Terra, é um assunto intensamente debatido na literatura técnica. De forma simplificada, reconhecem-se três principais linhagens originais de artrópodes: os quelicerados, os mandibulados, e os trilobitas, onde a última extinguiu-se durante um passado remoto, e as outras duas seguiram diversificando, dando origem a todos animais artrópodes conhecidos.
Explicando de maneira mais técnica, acredita-se que os artrópodes originais da linhagem Mandibulata tenham se originado há pelo menos 540 milhões de anos, entre o final do Período Pré-Cambriano (no Ediacariano) e o início do Cambriano, antecedendo a grande explosão cambriana de diversidade de formas animais. Todos animais da linhagem Mandibulata caracterizam-se por apresentar um par de apêndices corporais logo após a abertura da cavidade oral, adaptados para o processamento de alimento (como manipulação e trituração de pedaços). Neste sentido, diferenciam-se da outra grande linhagem divergente Chelicerata, em que o mesmo par homólogo de apêndices foi adaptado para auxiliar na locomoção e na apreensão (captura) de alimento, na forma de presas. Ao mesmo tempo, o segundo par de apêndices da cabeça em Mandibulata especializou-se como sondas sensoriais (antenas), ao passo que o mesmo par por homologia nos Chelicerata foi-se especializando em estruturas adaptadas para a captura e maceração de presas em movimento. Como fica evidente pela tendência de especialização morfológica, os primeiros artrópodes mandibulados teriam surgido ecologicamente como herbívoros ou detritívoros de fundo (bentônicos) , que tendiam a serem predados pelos primeiros quelicerados que se desenvolviam como predadores bentônicos.
A origem dos primeiros Mandibulata está, assim, fatalmente entremeada com as origens dos primeiros Chelicerata e Trilobita nos registros fósseis por volta do Cambriano, dentre uma grande diversidade de linhagens fósseis que são bastante semelhantes entre si e outras linhagens distintas que eventualmente desapareceram. Uma hipótese recente sugere que uma primeira modificação dos apêndices frontais da cabeça teria surgido para auxiliar passivamente na alimentação (denominada de cheira), tendo se especializado dentre diferentes linhagens emergentes, como os Radiodonta dentre outros, juntamente com o endurecimento do exoesqueleto. Uma destas linhagens resultantes teria incluído a linhagem extinta de artrópodes bivalves (Isoxyda) como grupo-irmão de outras linhagens como Megacheira e Artiopoda, que teriam por sua vez, originado os Chelicerata, Trilobitomorpha e Mandibulata.